# Нашид

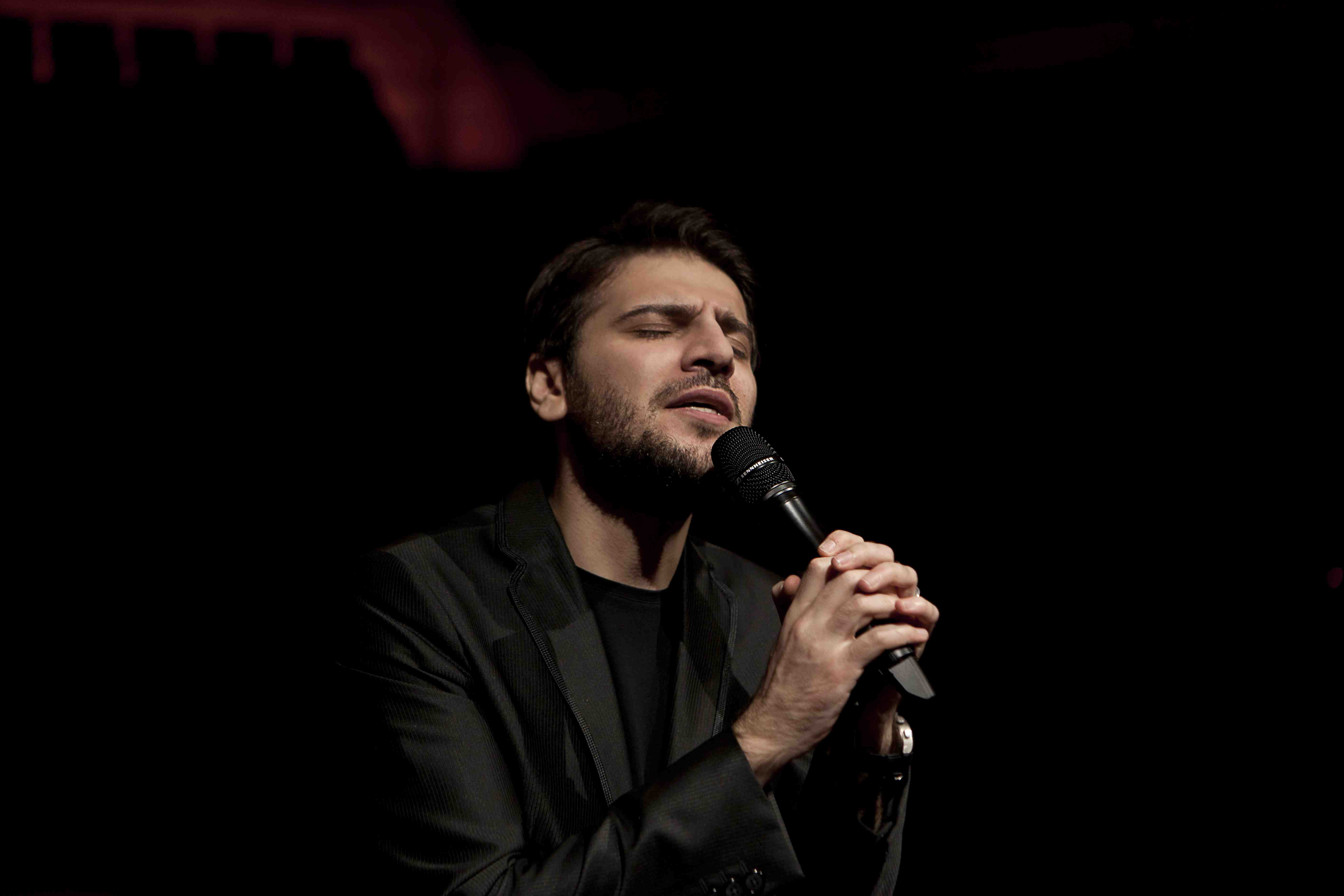
Сами Юсуф. Известный мусульманский певец, испольнитель нашидов и исламской музыки

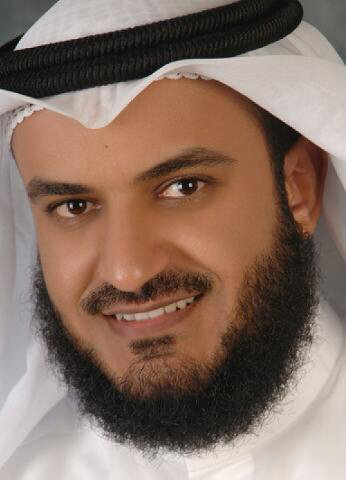
Мишари Рашид аль-Афаси — известный исполнитель нашидов

Наши́д (араб. نشيد‎) — арабское песнопение, традиционно исполняемое мужским вокалом соло или в хоре без сопровождения музыкальных инструментов (использование музыкальных инструментов, согласно мнению многих богословов, в том числе основателей четырёх из основных мазхабов ислама, не разрешено). 
Среди современных исполнителей нашидов как арабы, так и артисты из неарабских стран, поющие на других языках.

## История
Появление первых нашидов относится к началу XX столетия и первые нашиды появились в Египте. 
Нашид (мн. ч. анашид, нашаид, аншад) был фрагментом ораторского искусства, песнопения, гимна и формы вокальной музыки. Арабский корень н-ш-д означает «поиск (потерянного объекта)», «просить об этом», «умолять его»; а в его IV форме аншада означает «читать стихи». «Подлинный смысл иншада» — это «поднятие голоса (нишда), откуда происходит иншад аш-шир, длительная поэтическая декламация, произносимая громким голосом». 
В книге «Мухит аль-мухит» говорится, что «люди используют нашид в смысле мадх („восхваление“, например „гимн“), а также из переводов библейских песнопений, такие как нашид Дебора или нашид аль-аншад для Песни Песней. Этот термин также используется в конкретных случаях, чтобы обозначать, например, официальные песни, песни детей и даже серенаду (нашид ляйли)». Термин нашид, вероятно, приобрёл свой музыкальный оттенок в то время, когда стало модным мелодичное чтение стихов публично. 
В литературе, относящейся к музыке, начиная с IX века (III века хиджры), термин нашид означает, помимо общего смысла пения, различные формы, связанные с научной музыкой. Этот тип нашид всегда находится во главе вокальной композиции или в начале музыкального представления под видом прелюдии, ведущей к основной теме, заимствуя из неё фрагмент текста, который имеет важное значение для его развития; источники присваивают ему разные длины.
Чтобы продемонстрировать художественный блеск великого музыканта Исхака аль-Мавсили, автор книги Китаб аль-Агани (v, 128) рассказывает: «Он начал песню с нашид, а затем басит, он использовал в ней технику октавия, включил рефрен … и все это в пении всего четырёх слов». Это свидетельство показывает, что нашид, развивающееся на одном или двух словах, представляло собой тип вокальной импровизации, за которой следует басит, музыкальная форма метрического характера, следуя характеристикам аль-Фараби и другие более поздних авторов. Последовательность нашид, басит и т. д. появляется в обширной форме композиции, введенной в Испанию Зирьябом. «В аль-Андалусе было установлено, что тот, кто начинает музыкальное выступление, будет интонировать нашид в начале своей песни, независимо от ритма; он затем произносит басит и завершает с помощью мухаррикат и анзадж (быстрое пение с легкими ритмами), следуя правилам, установленным Зирьябом». Аль-Хасан аль-Катиб (XI век) рассказывает, что аль-Кинджи, Ибн аш-Таййиб (ас-Сарахси) и некоторые другие заявляют, что нашид состоит из пения в начале стихотворения или в начале нестихотворной речи, а истихляль состоит из декламирования в начале песни одного слова в свободном ритме.
В современный период термин нашид (а также уншуда) используется как эквивалент «гимна»; таким образом, нашид ватани или кавми обозначает национальный гимн, а ан-нашид аль-умами — «Интернационал».